# Oplodontha rubrithorax
Oplodontha rubrithorax är en tvåvingeart som först beskrevs av Macquart 1838.  Oplodontha rubrithorax ingår i släktet Oplodontha och familjen vapenflugor. Inga underarter finns listade i Catalogue of Life.